# Det stora skogsäventyret
Det stora skogsäventyret, original Brendon Chase, är en brittisk ungdomsserie från 1980. Serien, som visades i tretton avsnitt, sändes i brittisk television mellan december 1980 och mars 1981. Serien spelades in i och omkring New Forest i södra England. Musiken till serien komponerades av Paul Lewis. Det karakteristiska flöjtspelet utfördes av James Galway.
Det stora skogsäventyret har visats i SVT vid tre tillfällen: sommaren 1981, sommaren 1984 och sommaren 1990.

## Handling
Serien, som utspelar sig 1925, kretsar kring de tre bröderna Hensman, Robin (Craig McFarlane), John (Howard Taylor) och Harold (Paul Erangey). De tre skall tillbringa sitt påsklov hos sin faster Ellen (Rosalie Crutchley), men när cirka en vecka återstår av lovet, beslutar de sig för att rymma till Brendon Chase, ett mycket stort skogsområde, för att där leva ett primitivt liv i naturen.

## Avsnitt
1. Rymningen
2. Lägerplatsen
3. Tidningsreportern
4. Jakten
5. Fågelboet
6. Hunden Bang
7. Proviantering i byn
8. Polisman Bunting på äventyr
9. På utflykt
10. Björnen är lös!
11. Smokoe Joe
12. Stormen
13. Hemkomsten